# スーパー魔女っ娘大戦W
『スーパー魔女っ娘大戦W』（- まじょっこたいせん）は、同人サークルELEMENTAL SOFTが2001年に制作、発売した同人ゲームである。

## 概要
1990年代後半の魔女っ子アニメ8作品の登場キャラクターで構成されるシミュレーションRPGである。ゲームタイトルおよびゲームシステムはスーパーロボット大戦シリーズを意識したものとなっている。また、敵対キャラクター、武器攻撃、魔法など、登場キャラクターの原作にちりばめられているガジェットを随所盛り込んでいる。原典では最終的に和解した敵対キャラクターでも、操られているなどの設定で敵ユニットとして登場することがある。
ただし初期キャラクター6人の中で魔女っ娘と言えそうなのはククリとチャチャだけであり、他は男である（魔法すら使えない者もいる）。助っ人として登場する7人目のユニットも厳密には魔法を使うキャラクターではない。しかしどれも魔法少女を題材とする作品に由来しており、何らかの（不思議な）特技を持っている。またストーリーの進行とともに、本来の「魔女っ娘」キャラクターを集めていく運びになっている。
グラフィックや武器の設定は原作アニメの雰囲気をよく再現できており、また気力が一定以上になることで強力な技が使用可能になるなど『スーパーロボット大戦』からの移入要素も有効に機能している。しかし、なまじゲームシステム部分の完成度が高いだけに、全9話というシナリオ分量の少なさや、登場しないキャラクターの扱いが気になりかねない。

## 登場キャラクター（作品別）

### 魔法陣グルグル
ククリ
ゲーム開始時点より使用可能なキャラクター。作品設定に合わせて、「長い声のネコ」「魔神ベームベーム」などの魔法を使用することができる。
ニケ
ゲーム開始時点より使用可能なキャラクター。作品設定に合わせて、剣による近接攻撃を得意とする。耐久力に優れており使いやすい。
キタキタおやじ（アドバーグ・エルドル）
ゲーム開始時点より使用可能なキャラクター。作品設定に合わせて、「キタキタ踊り」などの技を使用することができる。移動力と回避力は高いのに肝心の攻撃力がとても低い。
レイド
敵ユニットとして登場。
カヤ
敵ユニットとして登場。
タテジワネズミ
敵ユニットとして大量に登場するザコキャラ。移動後すぐには攻撃してこない。

### 赤ずきんチャチャ
チャチャ
ゲーム開始時点より使用可能なキャラクター。「ちちんぷいぷい」で味方ユニットの体力が回復する。移動後には攻撃や回復ができないので、やや使いづらい。
リーヤ
ゲーム開始時点より使用可能なキャラクター。魔法らしき技は使用できず肉弾戦を得意とする。
しいね
ゲーム開始時点より使用可能なキャラクター。魔法も攻撃も使える汎用キャラクター。
マジカルプリンセス
上記3人が出撃しているとき、チャチャの気力が120以上になると変身できる。移動後に長射程攻撃が可能なため非常に強力。アニメと同様防御は弱く、倒されるとチャチャの姿に戻り、戦闘を離脱する。
お鈴
第2話より登場。剣や忍法を使う。
海坊主
敵ユニットとして登場。
ソーゲス
敵ユニットとして登場。
1つ目クラゲ
敵ユニットとして大量に登場するザコキャラ。

### ナースエンジェルりりかSOS
りりか
「お手当て」で味方ユニットの体力が回復する。バトンまたはアニメ同様の必殺技で攻撃できる。防御力は低いが、攻撃にも支援にも長けている優良キャラクター。

### カードキャプターさくら
さくら
「サンダー」・「ウォーティ」のカードが使用できる。魔法の威力は高いが、マジックポイントが尽きると攻撃手段がなくなるので、やや使いづらい。

### おジャ魔女どれみ
どれみ
あいこ
はづき
おんぷ
ユニットとしての性能は4人とも同じ。3人以上が出撃していれば敵全員に攻撃する「マジカルステージ」を発動できる。攻撃力が低いので主戦力に据えるのは心もとない。
バッドカードレプリカ
敵ユニットとして大量に登場するザコキャラ。

### ふしぎ魔法ファンファンファーマシィー
ぽぷり
『おジャ魔女どれみ』のマジョリカが呼んだ、ふきこの代理として登場する。「ジブ」を召喚して遠距離攻撃できる。攻撃力はおジャ魔女より高いが、移動後攻撃ができないのでやはり使いづらい。射程は比較的長いため、頻繁に移動せずとも後方に居座って攻撃に参加する形になる。

### 魔法少女プリティサミー
プリティサミー
バトンまたはアニメ同様の必殺技で攻撃できる。バトン攻撃がそこそこ強力なので戦力になる。
ピクシーミサ
作品設定に合わせて、敵キャラとして登場する。
CD女
敵ユニットとして登場

### 魔法騎士レイアース
光
海
武器は「剣」のみで、特に魔法らしき技は持たない。攻防ともに優れているため、突撃させるのも有効。
なお、原作の3人目の仲間である風は一足先に元の世界に戻っており、ゲームには登場しない。